# Pedalò

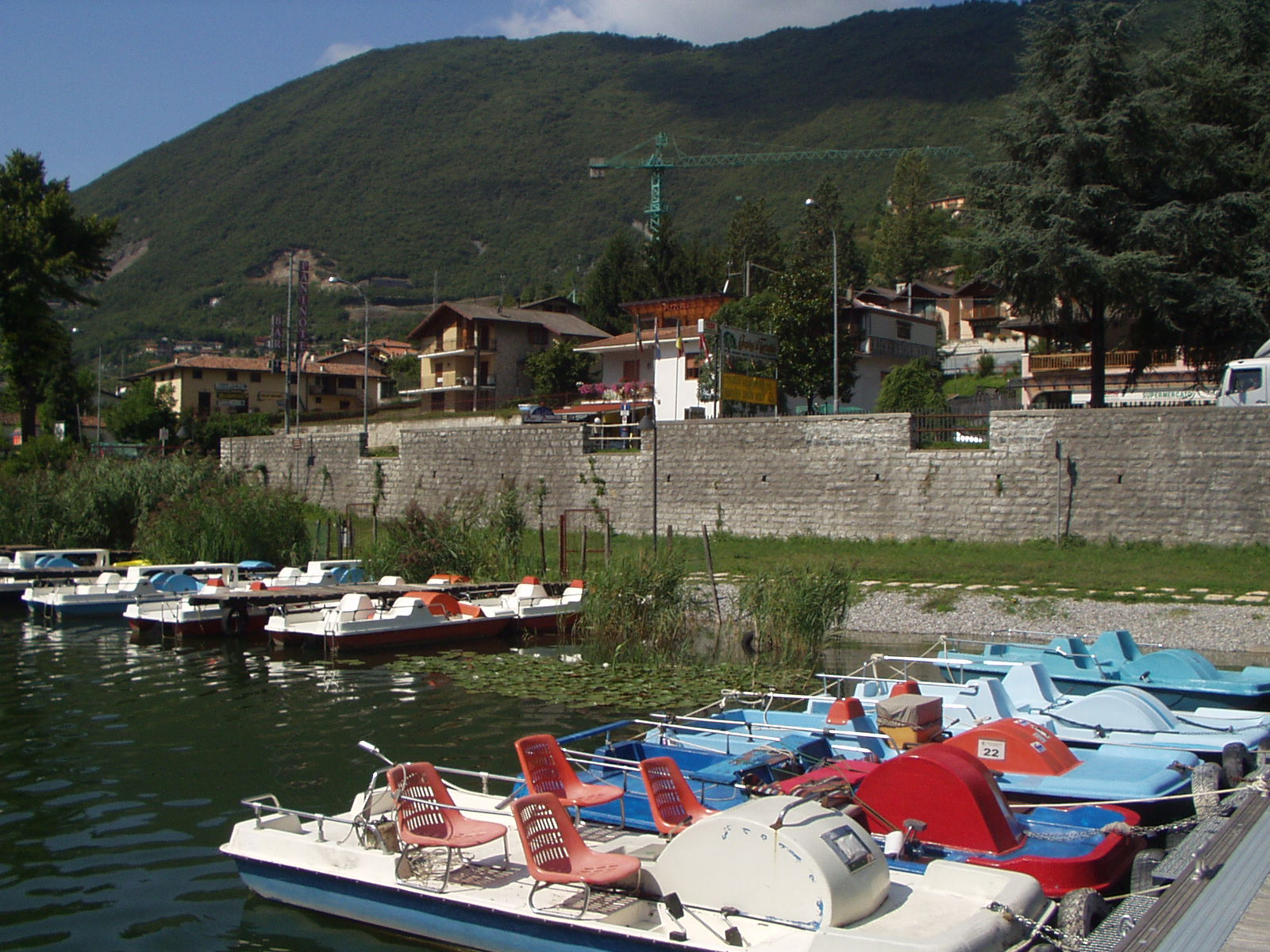
Pedalò ormeggiati sul lago di Endine

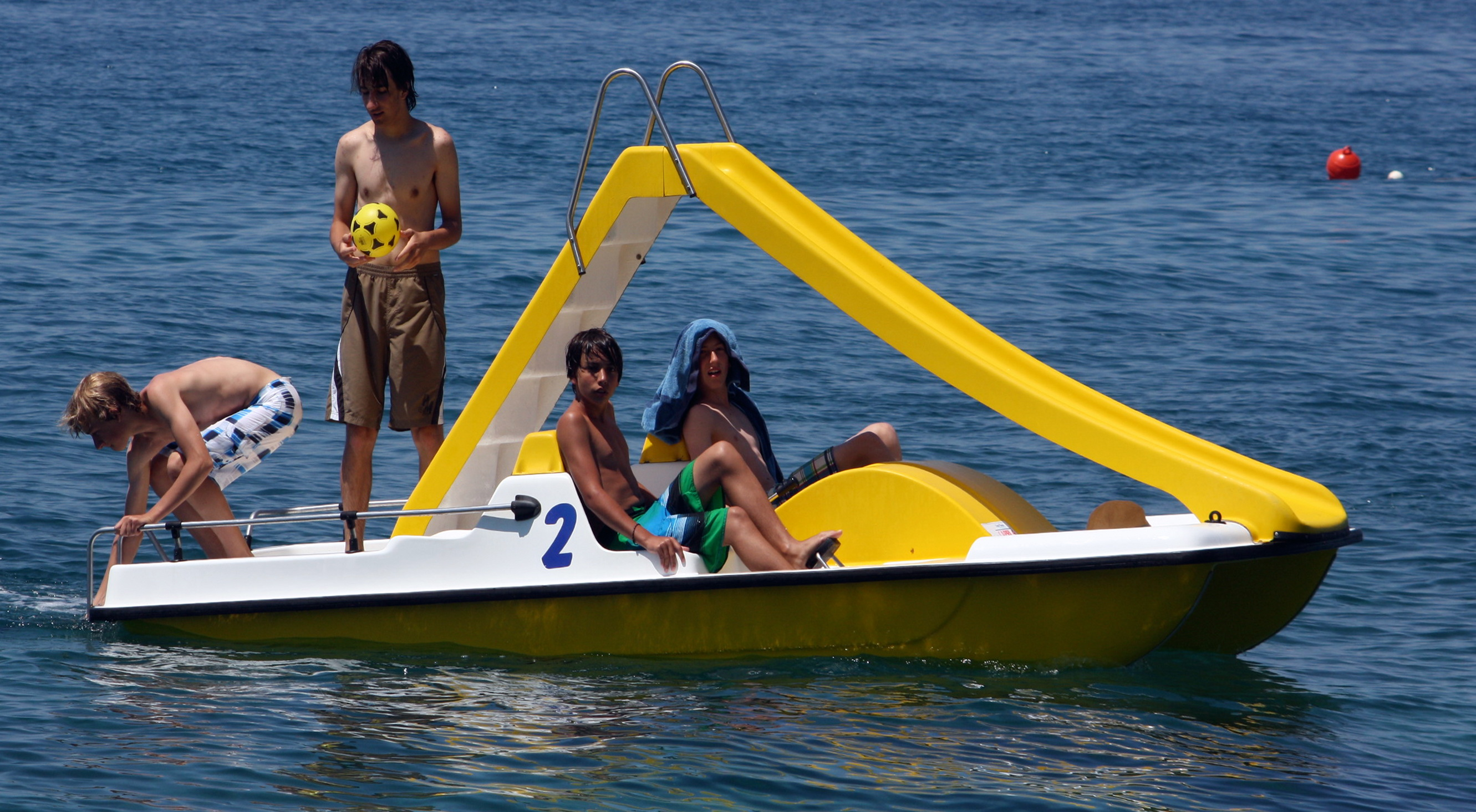

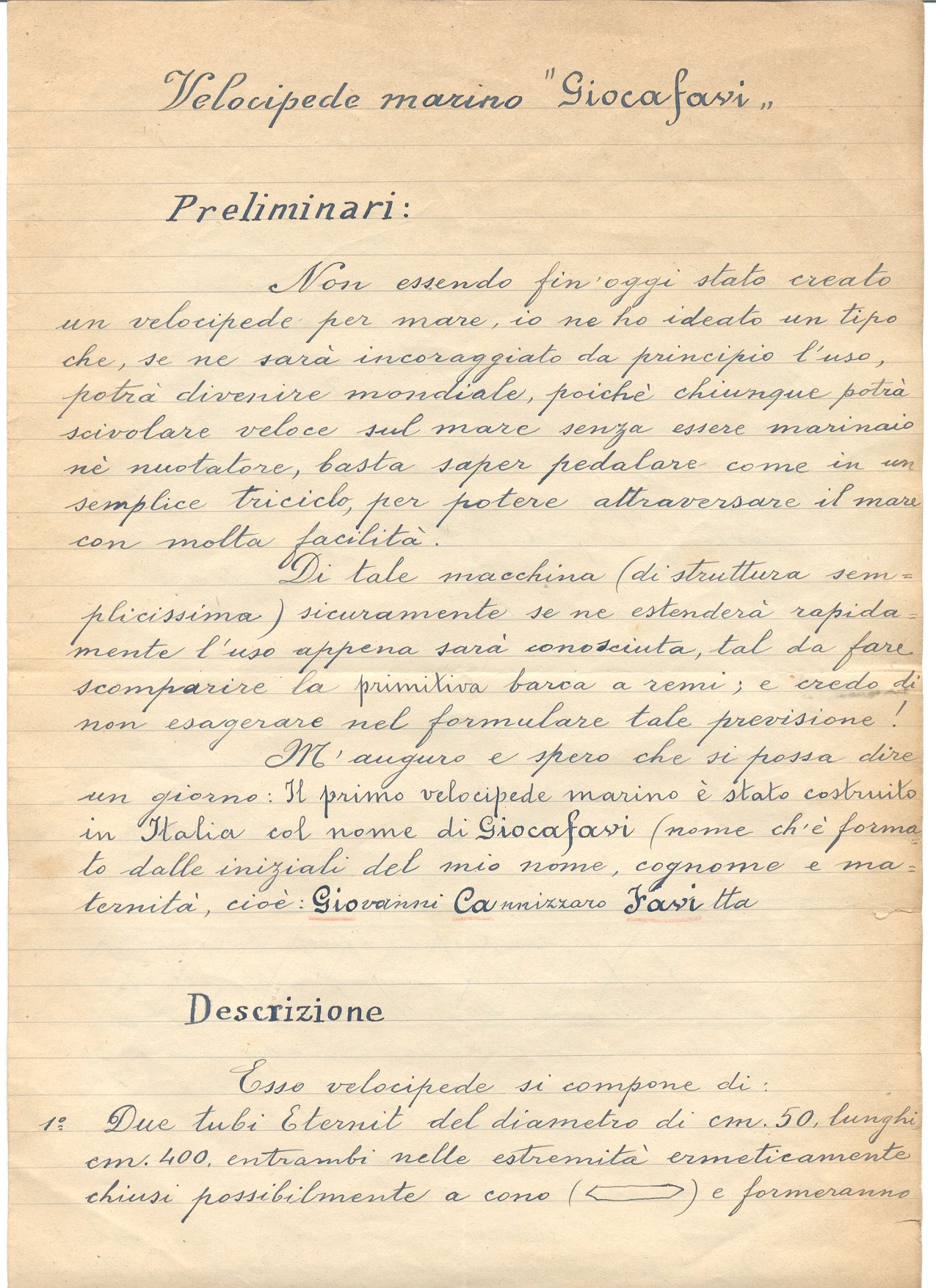
Progetto di pedalò di Giovanni Cannizzaro Favitta, 1937

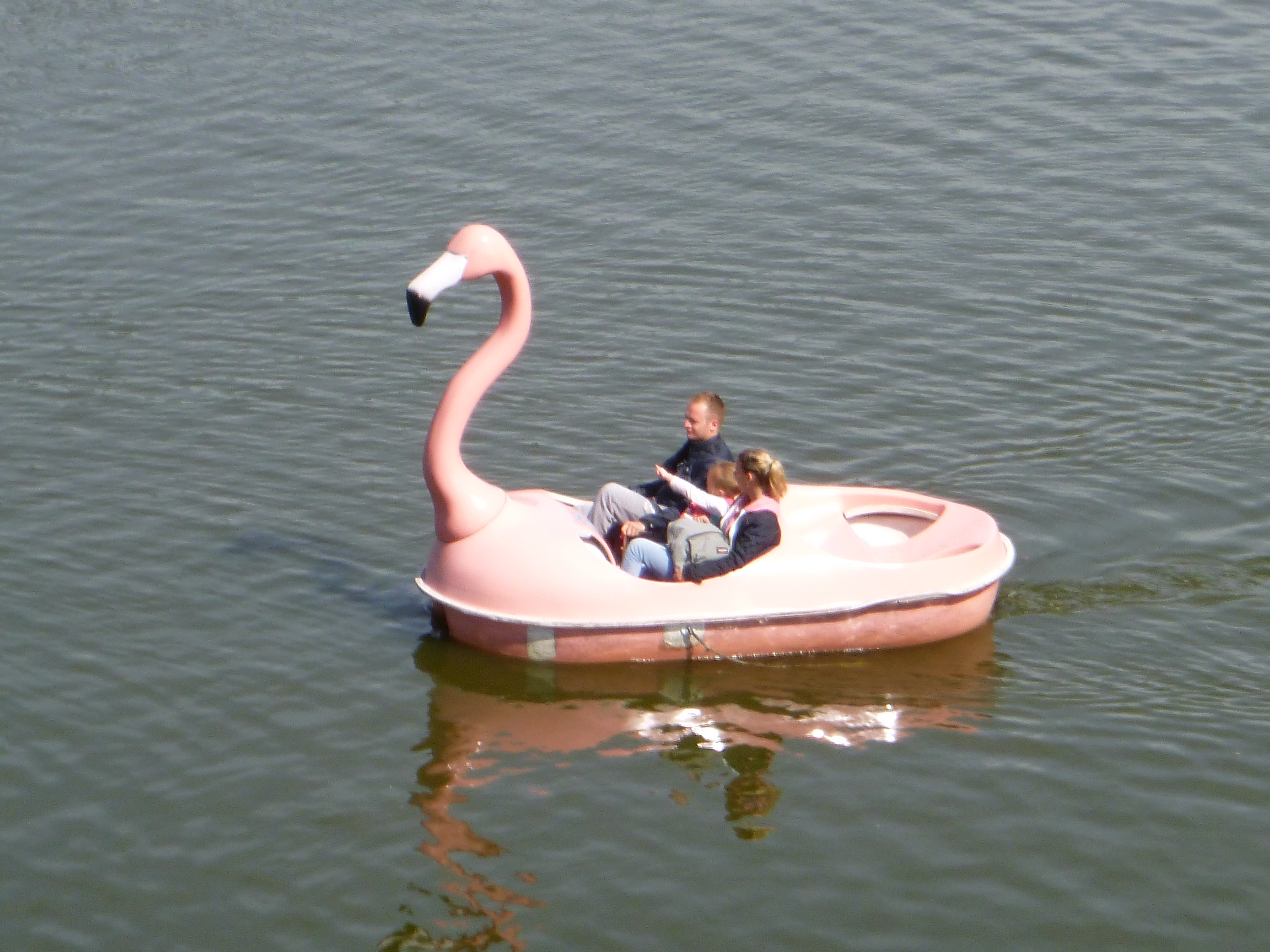
Flamingos (fenicotteri), Parc Bagatelle, Francia

Il pedalò è un tipo di pattìno o moscone da diporto a propulsione muscolare umana derivata dal pattino.

## Storia
"Pedalò" è derivato dal francese pédalo, nome commerciale che a sua volta deriva da pédaler, ovvero “pedalare”, marchio registrato da  Georges-Henri Canton e Jean-Eugène Canton che lo idearono (progettandone diversi modelli) nel 1933 come engin de navigation perfectionné, depositando il brevetto del nome nel 1936.

### L'idrovelo
Il pedalò venne preceduto da un veicolo similiare, denominato "Idrovelo", progettato dall'ingegnere varallino Riccardo Durio e costruito dal meccanico torinese Umberto Cattaneo. Tale natante a pedali venne collaudato e brevettato nel 1902 ed era costituito da due tubi galleggianti in lega di zinco, uniti da un telaio in tubi d'acciaio, sormontato da una bicicletta priva di ruote. La corona mossa dai pedali era collegata, tramite una catena, a un asse trasversale anteriore, alle cui estremità erano poste due ruote di piccolo diametro, munite di palette perpendicolari a contatto con l'acqua.
Il veicolo, pur dimostratosi perfettamente funzionante, non ebbe successo commerciale.

## Descrizione
Costruito inizialmente in legno e ora in vetroresina, il pedalò è costituito da due scafi paralleli uniti tra loro da un telaio cui è vincolata una ruota a pale azionata per mezzo di pedali per la trasmissione della potenza e da una leva che governa il timone dell'imbarcazione.
In Italia il suo utilizzo è disciplinato dall'ordinanza di sicurezza balneare emessa dalla capitaneria di porto competente per territorio.